# Kübel- und Scheinwerfermodell
Kübel- und Scheinwerfermodell der Erkenntnis, auch Kübel- und Scheinwerfertheorie des Geistes sind zwei grundlegend unterschiedliche Positionen zum Verständnis der Erkenntnisgewinnung. Karl Popper traf diese Unterscheidung, um die Unterschiede der Erkenntnistheorie des Kritischen Rationalismus im Vergleich zur traditionellen Sichtweise herauszuarbeiten. 

## Unterscheidung
Die Kübeltheorie bezieht sich auf die Sichtweise, dass Erkenntnis durch passive Wahrnehmung des Menschen entsteht und sich seine Aktivität höchstens auf Anhäufung, systematische Auswahl und manchmal Synthese von Wahrnehmungsberichten erstreckt. Dieses Verständnis findet sich insbesondere in konstruktivistischen, aber auch in positivistischen und naturalistischen Erkenntnismodellen. Sinnbildlich entspricht damit der Geist einem Kübel, der mit dem Wasser der Erkenntnis gefüllt wird. 
Die Scheinwerfertheorie hingegen besagt, dass Erkenntnisgewinnung nur durch die aktive, kreative Beteiligung des Menschen stattfinden kann. Erkenntnis findet demnach statt, indem der Mensch aktiv Vermutungen aufstellt und Einzelaspekte davon durch Wahrnehmung beleuchtet, ähnlich einem Scheinwerfer in der Dunkelheit. Das trifft auch auf Beobachtungssätze zu, womit sich die Scheinwerfertheorie insbesondere gegen die Idee einer reinen Wahrnehmung stellt. Im Unterschied zur Kübeltheorie geht die Scheinwerfertheorie jedoch davon aus, dass Beobachtungssätze trotzdem gültig sein können.
Die Unterscheidung zwischen Kübel- und Scheinwerfermodell hat eine ungefähre Entsprechung in den Unterschieden zwischen der traditionellen Sicht, dass das Ziel der Wissenschaft in der Rechtfertigung und Absicherung des vorhandenen Wissens besteht, und der kritischen Sicht, dass es das Ziel der Wissenschaft ist, neue Erkenntnisse zu gewinnen und die Wahrheit zu entdecken.

## Argumente
Popper sah die Kübeltheorie insbesondere durch Experimente mit Kätzchen und Ratten widerlegt: Ein Kätzchen, das aktiv die Umgebung erkundet, entwickelt sich normal; ein passives Kätzchen, das an die gleichen Wahrnehmungen gekoppelt ist, sich aber nicht bewegen kann, lernt nichts. Ratten entwickeln ein größeres Gehirn in einer reichhaltigen Umgebung, in der es viele verschiedene Probleme zu lösen gibt, als in einem kargen Laborkäfig.